# Сальникова, Елена Анатольевна
Сальникова Елена Анатольевна (род. 18 января 1970) — российская художница, член Союза художников России с 2006 года.

## Биография
Родилась в 1970 году в городе Воронеже. С восьми лет начала учиться в изостудии. Окончив художественную школу Воронежа, в 1988 году поступила в Липецкий государственный педагогический институт на художественно-графический факультет, который закончила в 1993 году, с отличием защитив диплом по лаковой миниатюре.
С 1995 года работала и участвовала в художественных выставках в Воронеже. После своей первой персональной выставки получила приглашение на работу по росписи Храма Серафима Саровского (избы — крестильни при Храме Казанской иконы Божией Матери города Воронежа).
С 1995 по 2000 руководила бригадой художников в работе над росписью. С 2004 года живёт и работает в городе Орехово-Зуево.
Работы художницы хранятся в Кафедральном Соборном Храме Христа Спасителя, Москва, в Историко-художественном музее, г. Долгопрудный Московской области, в Знаменском районном краеведческом музее Тамбовской области, в частных коллекциях в России и за рубежом.

## Выставочная деятельность
- 1995—1998: Участие во всех художественных выставках Воронежского отделения Союза художников России.
- 1995: Первая персональная выставка живописи в Воронежской областной универсальной научной библиотеке им. И. С. Никитина.
- 1997: Персональная выставка живописи в Областном Молодёжном центре Воронежской области.
- 1997: Персональная выставка живописи в Диагностическом центре города Воронежа.
- 1998: Персональная выставка живописи в Историко-художественном музее, Долгопрудный Московской области.
- 2003: Выставка в галерее «Елена» в Центральном доме художника, Москва.
- 2003: Участие в 13-й выставке живописи «Золотая кисть», Новый Манеж, Москва.
- 2005: Персональная экспозиция в Московском Международном Салоне «Среда обитания», Центральный дом художника, Москва.
- 2005: Участник 2-й Всероссийской Художественной выставки, посвященной 300-летию со дня рождения Святителя Иоасафа епископа Белгородского, Белгород.
- С 2005: Принимала участие во всех художественных выставках Орехово-Зуевского отделения Союза художников России.
- 2006: Приняла участие в 4-м фестивале изобразительного искусства «Москва — город мира» в межнациональном конкурсе молодых художников, Бородинская панорама, Москва.
- 2009: Участие в групповой выставке живописи «Воронежская коллекция», «галерея Нагорная», Москва.
- С 2010: Участие в выставках галереи «Меларус», Центральный дом художника, Москва.
- 2010: Участие в групповой выставке «Художники Орехово-Зуева», Иваново.
- 2011: Персональная выставка живописи и графики в Мемориальном музее и Научной библиотеке «Дом Н. В. Гоголя», Москва.
- 2012: Участие в групповой выставке живописи «Художники Орехово-Зуева», Рязань.

## Семья
Муж — Владимир Сергеевич Гусев, российский художник, член Союза художников России.